# Sabangan
Sabangan (Bayan ng Sabangan) är en kommun i Filippinerna. Kommunen tillhör Bergsprovinsen och ligger på ön Luzon. Folkmängden uppgår till 8 728 invånare.
Sabangan är indelat i 15 barangayer.